# Galería de Arte de Vancouver
La Galería de Arte de Vancouver, en inglés Vancouver Art Gallery (VAG), es la quinta mayor galería de arte de Canadá y la mayor del oeste del país. Se encuentra en la calle Hornby, 750 en Vancouver, Columbia Británica. Su colección permanente posee cerca de 9.100 obras, incluyendo más de 200 trabajos de Emily Carr, el Grupo de los Siete, e ilustraciones de Marc Chagall.
La VAG fue fundada en 1931 encontrándose inicialmente en la calle Georgia, 1145. En 1983 se trasladó a su actual ubicación en la calle Hornby. Fue reformada, con un presupuesto de 20 millones de dólares, por el arquitecto Arthur Erickson.
La VAG tiene 3.846 km² de espacio para exposición y más de 9.000 obras expuestas, siendo la más importante exposición de trabajos de Emily Carr y poseyendo una importante colección de fotografías. La VAG se completa con una biblioteca, una cafetería y una tienda de souvenirs.